# Volodymyr (Ladyka)
Volodymyr (světským jménem: Myroslav Olexijovyč Ladyka; * 5. ledna 1956, Vivnja) je ukrajinský duchovní Pravoslavné církve Ukrajiny a metropolita mykolajivský a bohojavlenský.

## Život
Narodil se 5. ledna 1956 ve vesnici Vivnja Lvovské oblasti.
Po dokončení střední školy nastoupil na Lvovské učiliště lehkého průmyslu. Následně od roku 1986 studoval na Moskevském duchovním semináři. Po absolvování semináře byl rukopoložen na jereje.
Přešel do jurisdikce Ukrajinské autokefální pravoslavné církve a stal se duchovním v Černovicích. Roku 1992 odešel do jurisdikce Ukrajinské pravoslavné církve Kyjevského patriarchátu.
Roku 1993 byl zvolen biskupem vinnycko-braclavským. Dne 13. března stejného roku proběhla v chrámu svatého Vladimíra v Kyjevě jeho biskupská chirotonie.
Dne 30. prosince 1993 byl ustanoven biskupem mykolajivským a chersonským.
Dne 30. srpna 1996 se stal správcem ivano-frankivsko-haličské eparchie a kolomyjské eparchie.
Dne 12. prosince 1998 byl povýšen na arcibiskupa.
Dne 28. června 2013 jej patriarcha Filaret povýšil na metropolitu.
Roku 2018 přešel na Sjednocujím sněmu ukrajinských pravoslavných církví do jurisdikce nové Pravoslavné církve Ukrajiny.